# Оплот (роман)
Оплот (англ. The Bulwark) — роман американского писателя Теодора Драйзера, изданный после его смерти в 1946 году.

## История написания
Идея написания романа возникла у Теодора Драйзера в 1912 году, когда он узнал об истории одной квакерской семьи, ставшей прототипом произведения. Работа над книгой началась в 1914 году. Писатель планировал издать книгу в 1917 году, однако впоследствии неоднократно переписывал текст романа. В последние годы своей жизни Драйзер интенсивно работал над рукописью, итоговый вариант был опубликован через несколько месяцев после его смерти.
«Что касается „Оплота“,— писал он летом 1942 года,— то я могу сообщить сейчас только то, что работаю над ним каждый день». Драйзер отмечал, что роман касался «сугубо индивидуальной и очень чувствительной проблемы — отношения к религии в семье, и, так же как в процессе работы над „Американской трагедией“, я нахожу это трудным». Ознакомившийся с новым вариантом начала книги, издатель заявил, что роман ему не нравится, и Драйзер опять был вынужден прервать работу. Возобновив её в 1944 году, он закончил роман в мае 1945 года. В декабре писатель прочел корректуру романа, который вышел в свет в 1946 году, уже после его смерти. Близкие к писателю лица отмечают, что опубликованный текст «Оплота» значительно отличается от авторской рукописи, так как она подвергалась большой редакторской правке и сокращениям.
Читающая публика встретила роман хорошо и вскоре он был переиздан двухсоттысячным тиражом.

## Сюжет
Книга повествует об истории семьи Барнсов, принадлежащих к ортодоксальному религиозному течению квакеров. Как это часто бывает в романах Драйзера, жизнь главного героя — банковского казначея Солона Барнса — описывается от рождения до смерти. Солон верен строгим религиозным нравам, перенятым у отца, и требует такого же строгого послушания от своих близких. Конфликт поколений, связанный с взрослением пяти детей Солона, составляет центральную линию произведения — судьба каждого из них подробно описывается.
Сюжетная линия, связанная с младшим сыном Солона Стюартом, во многом повторяет историю Клайда Гриффитса — героя самого знаменитого романа Драйзера «Американская трагедия».

## Связь с реальной историей
В романе упоминаются некоторые из реальных известных представителей квакерского религиозного течения, а также видные финансисты того времени.